# Bombe aérienne

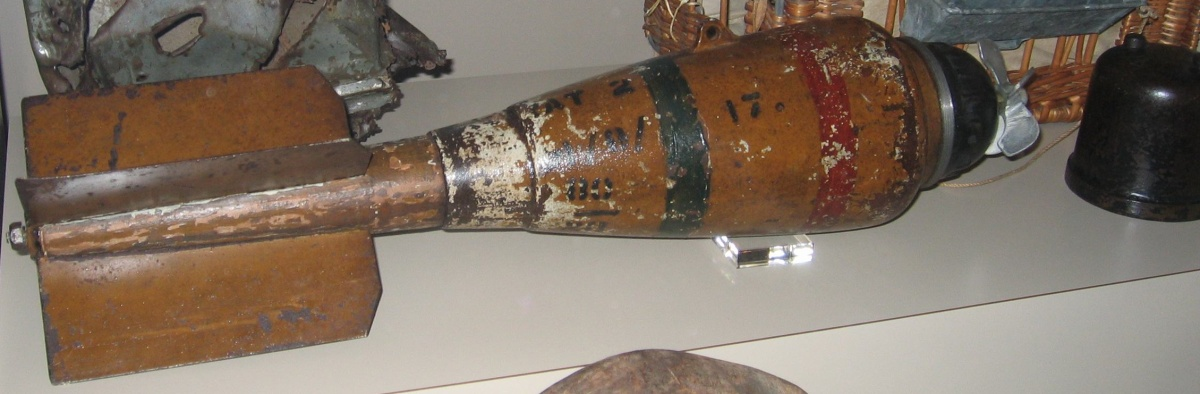
Une bombe britannique Cooper de 20 livres de la Première Guerre mondiale

Une bombe aérienne est un type d’arme explosive destinée à être larguée depuis un aéronef et qui a une trajectoire balistique. Les bombes aériennes se déclinent en une vaste gamme et des conceptions plus ou moins complexes, des bombes gravitaires aux bombes guidées, des bombes jetées manuellement d’un aéronef, aux bombes qui ont besoin d’un véhicule spécialement construit pour être larguées sur l’objectif, ou même peuvent être l’appareil lui-même comme les bombes volantes, à détonation instantanée ou à retardement. Le fait de lâcher des bombes aériennes est appelé bombardement aérien. Comme les autres bombes, les bombes aériennes sont conçues pour tuer et blesser les gens et détruire du matériel grâce à l’explosion et à la projection de fragments.

## Les premières bombes
Les premières bombes lâchées sur leurs objectifs par un aéronef ont été lancées à partir de ballons sans équipage, portant une seule bombe, par les Autrichiens a Venise contre la République de Saint-Marc en 1849.
Les premières bombes lancé d’un aéronef plus lourd que l’air étaient des grenades ou des dispositifs analogues. Historiquement, la première utilisation l’a été par Giulio Gavotti le 1er novembre 1911 en Régence de Tripoli, pendant la guerre italo-turque.
En 1912, lors de la Première Guerre balkanique, le pilote de la force aérienne bulgare Christo Toprakchiev suggéra d’utiliser des avions pour lancer des « bombes » (appelées grenades dans l’armée bulgare à cette époque) sur les positions de l'armée ottomane. Le capitaine Siméon Petrov a développé l’idée et a créé plusieurs prototypes en adaptant différents types de grenades et en accroissant leur charge utile.
Le 16 octobre 1912, l’observateur Prodan Tarakchiev lança deux de ces bombes sur la gare turque de Karaağaç (près de la ville d'Edirne alors assiégée) à partir d’un avion Albatros F.2 piloté par Radul Milkov (es), pour la première fois dans cette guerre,.
Après une série de tests, Petrov a conçu le design final, avec un aérodynamisme amélioré, une queue en forme de X, et un fusée à contact. Cette version a été largement utilisée par l’armée de l’air bulgare pendant le siège d’Edirne. Une copie des plans a été vendue plus tard à l’Empire allemand et à la bombe, baptisée Chataldzha (Чаталджа), est resté en production en série jusqu’à la fin de la Première Guerre mondiale. Le poids unitaire de ces bombes était de 6 kilogrammes. Lors de l’impact, elles créaient un cratère de 4 à 5 mètres de large et d’environ 1 mètre de profondeur. Elles furent mises en service  par les forces allemandes avec des « bombardiers lourds » en 1917 (Zeppelin Staaken R.VI), mais les bombes n'ont massivement été utilisées qu'à partir de la Seconde Guerre mondiale.

## Description technique
Les bombes aériennes utilisent généralement une fusée à contact pour faire exploser la bombe à l’impact.

## Illustrations

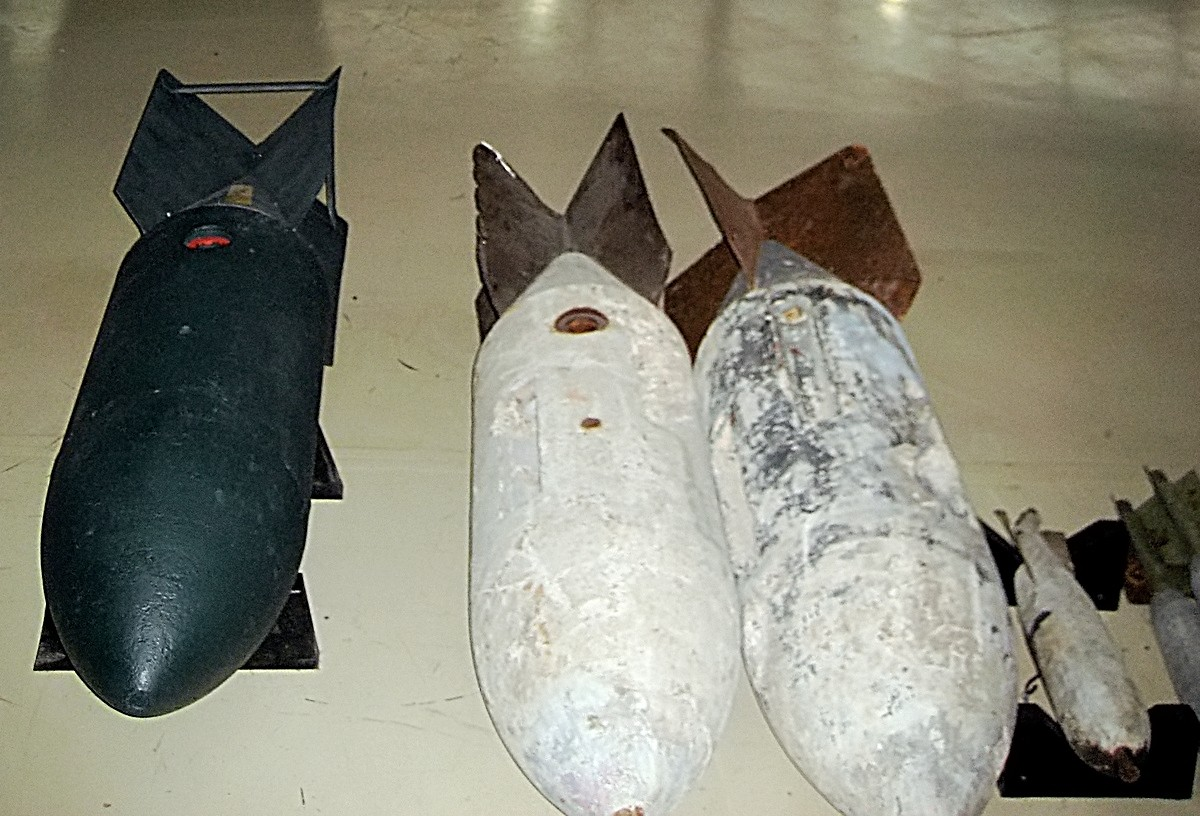
Bombes allemandes de Seconde Guerre mondiale : à gauche, un bombe explosive SC 250 et à droite quatre bombes d’exercice en béton (de 250 kg et 50 kg)
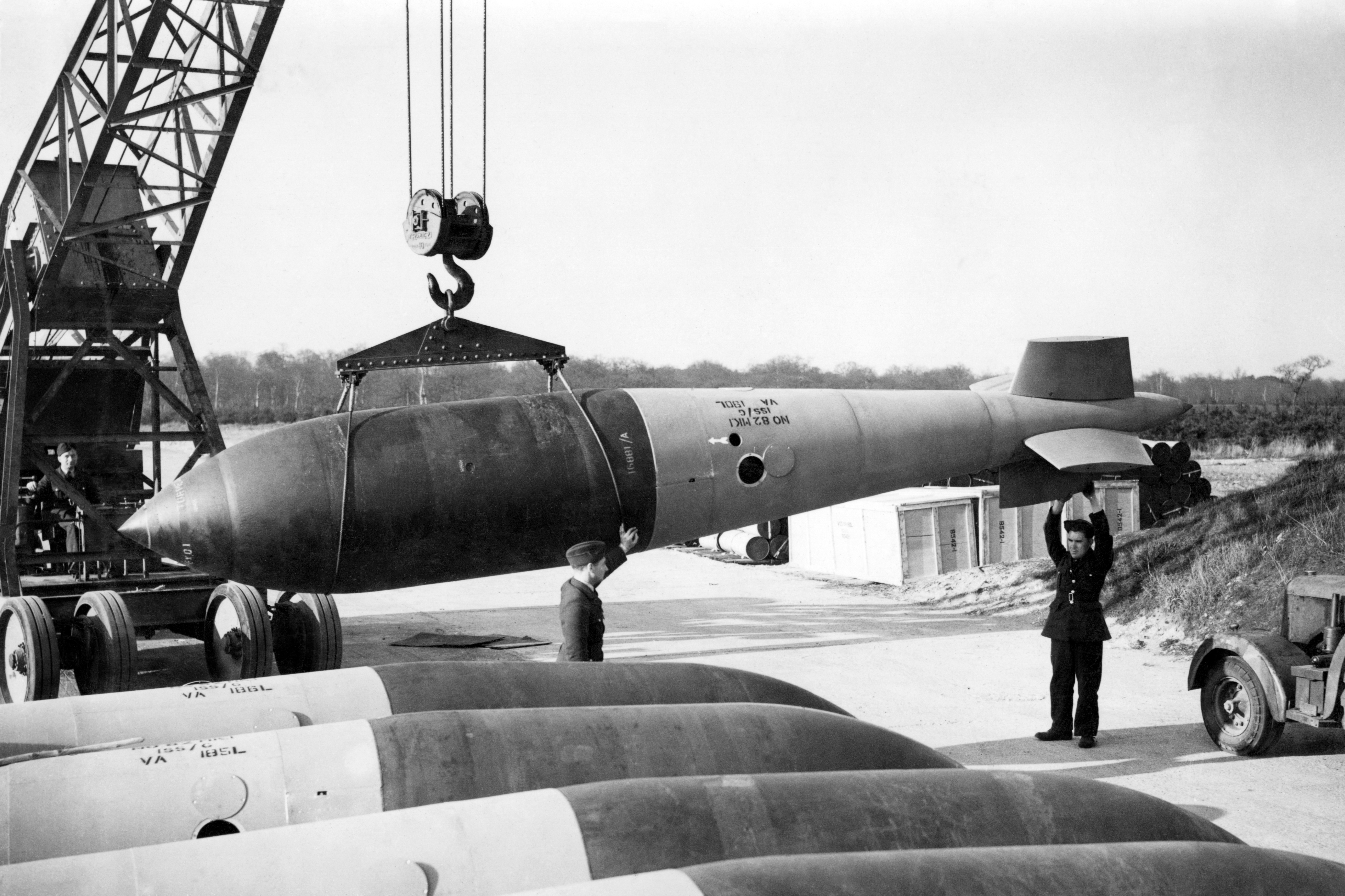
Bombe Grand Slam de la Royal Air Force, début 1945
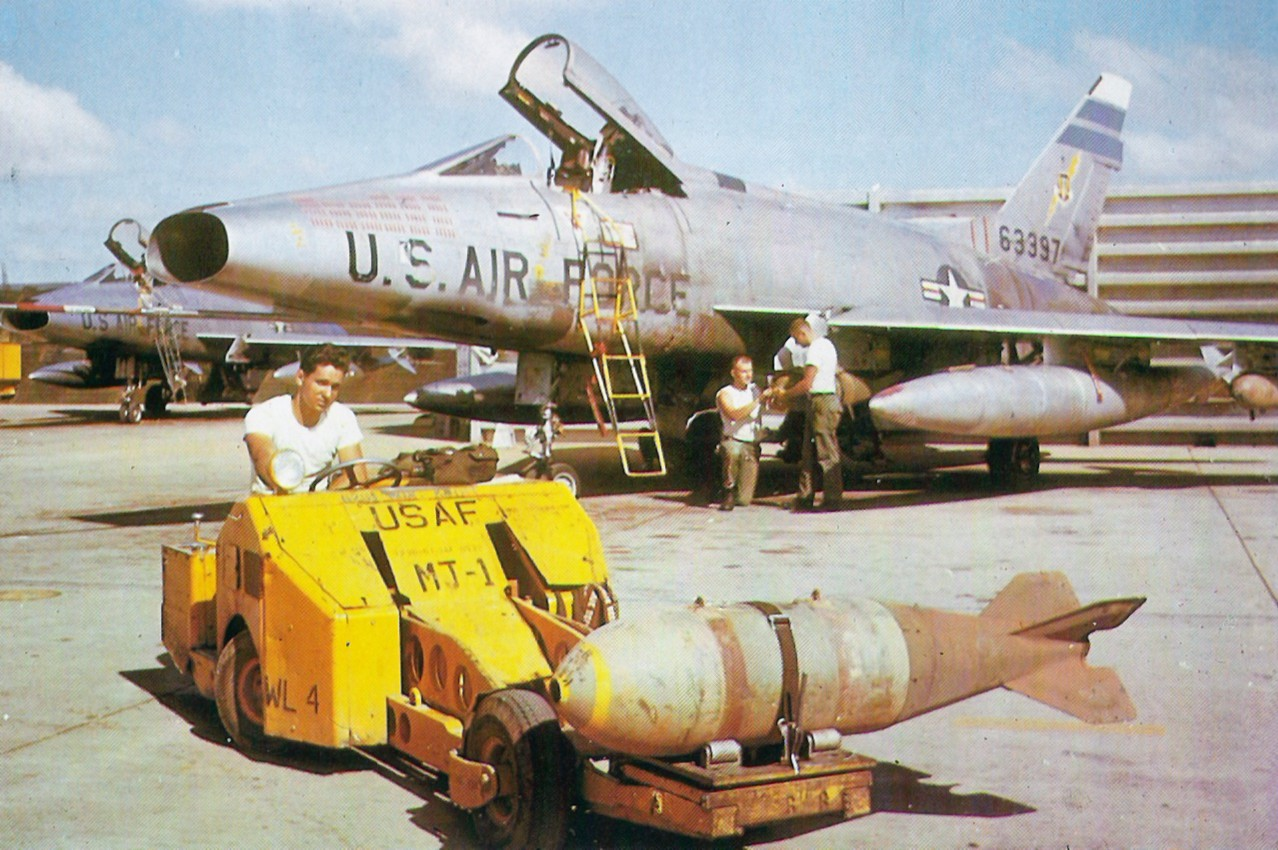
Un F-100 Super Sabre de la 308th TFS, en train d’être armé avec des bombes Mk 117 de 750 livres à Tuy Hoa, au Viêt Nam du Sud en 1966
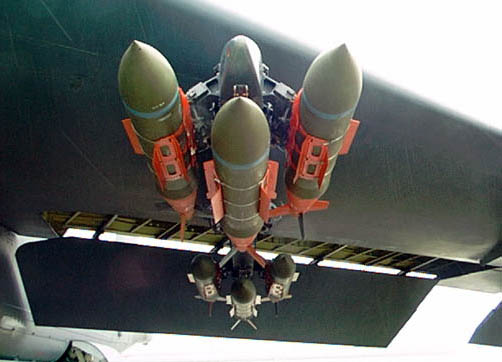
Des bombes GBU-31 (bombe moderne guidées JDAM)